# Козулино (Смоленская область)
Козу́лино — деревня в Вяземском районе Смоленской области России. Входит в состав Относовского сельского поселения. Население — 1 житель (2007). 
Расположена в восточной части области в 21 км к западу от Вязьмы, в 2 км севернее автодороги М1 «Беларусь», на берегу реки Вязьма. В 7 км южнее деревни расположена железнодорожная станция 273-й км на линии Москва — Минск. 

## История
Упоминается в писцовых книгах 1594 года, как деревня с 9-ю дворами. В годы Великой Отечественной войны деревня была оккупирована гитлеровскими войсками в октябре 1941 года, освобождена в марте 1943 года. 